# Diadegma flavoclypeatum
Diadegma flavoclypeatum är en stekelart som beskrevs av Horstmann och Graham 1989. Diadegma flavoclypeatum ingår i släktet Diadegma och familjen brokparasitsteklar. Inga underarter finns listade i Catalogue of Life.